# تهديد بالقتل
التهديد بالقتل (بالإنجليزية: Death threat)‏، هو أحد أنواع التهديد غالباً ما يأتي من طرف مجهول الهوية أو من عدة أطراف. غالباً ما يكون التهديد بالقتل لتخويف الضحايا من أجل التلاعب بسلوكهم وتصرفاتهم حسب رغبة الطرف الجاني، وبالتالي يمكن أن يكون التهديد بالقتل شكلاً من أشكال الإكراه. على سبيل المثال، يمكن استخدام تهديد بالقتل لثني شخصية عامة عن متابعة تحقيق جنائي أو الاستقالة من المنصب لأغراض شخصية.
في معظم الولايات القضائية، تشكل التهديدات بالقتل نوعًا خطيرًا من الجرائم الجنائية. غالبًا ما تتم تغطية تهديدات الموت بقوانين الإكراه.